# Henry Gréville

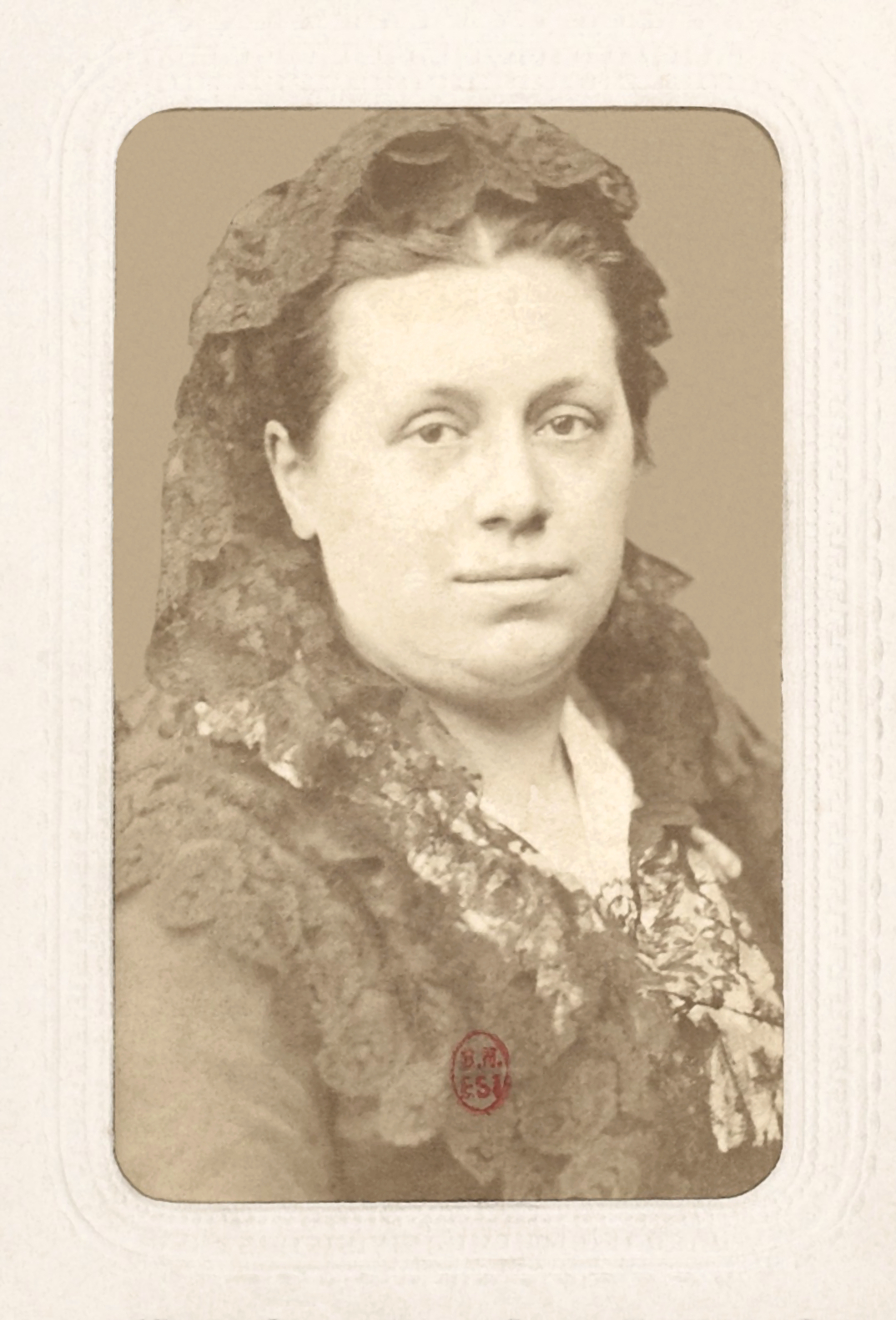
Henry Gréville (um 1870)

Henry Gréville, Pseudonym für Alice Marie Céleste Durand, geb. Fleury (* 12. Oktober 1842 in Paris; † 26. Mai 1902 in Boulogne-Billancourt, Département Hauts-de-Seine) war eine französische Schriftstellerin.

## Leben
Fleury war eine Tochter des Schriftstellers Jean François Bonaventure, genannt „Fleury“ (1816–1894) und dessen Ehefrau Justine Louise Brémont (1817–1868). Als ihr Vater 1857 von der Sorbonne an die Kaiserliche Universität von Sankt Petersburg wechselte, begleitete sie ihn. Ihren ersten wissenschaftlichen Unterricht erhielt sie durch ihren Vater, später studierte sie mit dessen Unterstützung u. a. Sprachen und Naturwissenschaften. An der Universität von St. Petersburg machte sie auch die Bekanntschaft des Franzosen Émile Alix Durand (1838–1914), der dort Rechtswissenschaften unterrichtete.
Als sich 1872 nach dem Deutsch-Französischen Krieg die politische Lage wieder beruhigt hatte, reiste Fleury zusammen mit ihrem Vater und ihrem zukünftigen Ehemann Émile Alix Durand durch das Deutsche Reich zurück nach Frankreich. Im darauffolgenden Jahr, am 1. März 1873, heiratete Fleury in Paris (9. Arrondissement) E. A. Durand und hatte mit ihm zwei Töchter.
Ihre ersten Veröffentlichungen finden sich im Journal de Saint-Petersbourg, einer Zeitschrift in französischer Sprache, die vom Außenministerium des Russischen Kaiserreichs herausgegeben wurde. Diese ersten Erzählungen und Romane erschienen entweder anonym oder sie firmierten unter dem Namen ihres Vaters.
Auch in Paris blieb sie Schriftstellerin. Sie wählte dazu ein männliches Pseudonym und der Familienname verweist dabei auf den Herkunftsort ihrer Eltern – Gréville (Département Manche). Sie füllte die Feuilletons von Le Figaro, Journal des débats und Le Temps und verfasste regelmäßig Beiträge für die Zeitschriften Revue des Deux Mondes und La Nouvelle Revue. Auch ihre Romane wurden von ihren Lesern gelobt und erfuhren immer mehrere Auflagen.
Henry Gréville starb 1902 im Alter von 59 Jahren während einer Kur in Boulogne-Billancourt an Hyperämie. Ihre letzte Ruhestätte fand sie auf dem Cimetière de Montmartre. Paul Sollier, ihr behandelnder Arzt, wurde einige Jahre später durch seinen Patienten Marcel Proust bekannt.

## Rezeption
In ihren ersten Veröffentlichungen schöpfte Gréville aus ihren Kenntnissen über die russische Gesellschaft. Zeitgenössische Kritiker bescheinigten ihr dabei eine gelungene Darstellung. In ihren Werken, die später in Frankreich erschienen, wandte sich Gréville eher dem Alltäglichen zu, konnte aber dadurch ihre Leserschaft immer wieder begeistern.
Ihr einziges „Sachbuch“, Instruction morale et civique pour les jeunes filles, wurde äußerst kontrovers diskutiert und Papst Leo XIII. ließ es auf den Index librorum prohibitorum setzen.

## Ehrungen
- 1878 Prix Montyon[1] (Académie française) für ihren Roman La fille de Dosia.
- 1904 änderte die Stadt Cherbourg (Département Manche) den Namen des Place de la Poudrière ihr zu Ehren in Place Henry-Gréville

## Werke (Auswahl)
Prosa
- À travers des champs. Paris 1885.
- Sonia. Paris 1877.
  - Deutsch: Sonia. Sebald Verlag, Nürnberg 1880.
- La fille de Dosia. Paris 1876.
  - Deutsch: Dosias Tochter. Engelhorn, Stuttgart 1889 (übersetzt von Emmy Becher)
- L’expiation de Savéli. Paris 1876.
  - Deutsch: Savelis Büßung. Engelhorn, Stuttgart 1887 (übersetzt von E. Mathy)
- La princesse Oghérof. Paris 1876.
- Les Koumiassine. Paris  1877.
  - Deutsch: Wassilissa. Roman. Engelhorn, Stuttgart 1884 (übersetzt von Wilhelm Henckel)
- Suzanne Normis. Roman d’un père. Paris 1877.
- La maison de Maurèze. Paris 1877.
- Les épreuves de Raïssa. Paris 1877.
- L’amie. Paris 1878.
- Un violon russe. Paris 1879 (2 Bände)
- Lucie Rodey. Paris 1879.
- Le moulin Frappier. Paris 1880.
- La cité Ménard. Paris 1880.
- Madame de Dreux. Paris 1881.
- Rose Rozier. Paris 1882.
  - Deutsch: Rose Rozier. Callwey, München 1890 (2 Bände, übersetzt von Ludwig Wechsler)
- Le vœu de Nadia. Paris 1883.
- Louis Breuil, histoire d’un pantouflard. Paris 1883.
- Un crime. Paris 1884.
- Idylles. Paris 1885.
- Cléopâtre. Paris 1886.
- Frankley. Paris 1887.
- Comédies de paravent. Paris 1888.
- Chant de noces. Paris 1889.
- Un mystère. Paris 1890.
  - Deutsch: Pariser Geheimnisse. Mittler, Berlin 1891 (übersetzt von Ludwig Wechsler)
- L’avenir d’Aline. Paris 1890.
- Aurette. Paris 1891.
- Le mari d’Aurette. Paris 1892.
- L’héritière. Paris 1891.
- Péril. Paris 1891.
  - Deutsch: Gefahr. Reclam, Leipzig 1894 (übersetzt von Ludwig Wechsler)
- Le mari d’Aurette. Paris 1892.
- Chénerol. Paris 1892.
- Jolie propriété à vendre. Paris 1893.
- Le vieux ménage. Paris 1894.
- L’aveu. Paris 1894.
  - Deutsch: Das Geständnis. Engelhorn, Stuttgart 1898 (übersetzt von Emmy Becher)
- Fidelka, 1894
- Céphise. Paris 1896.
- Un peu de ma vie. Paris 1897.
- Zoby. Paris 1900.
- La seconde mère. Paris 1901.
  - Deutsch: Die zweite Mutter. Vehling & Klasing, Bielefeld 1889.
- La Demoiselle de Puygarrou. Paris 1902.
- Le roi des milliards. Paris 1904.

Sachbuch
- Instruction morale et civique pour les jeunes filles. Paris 1882.